# Blida
För andra betydelser, se Blida (olika betydelser).

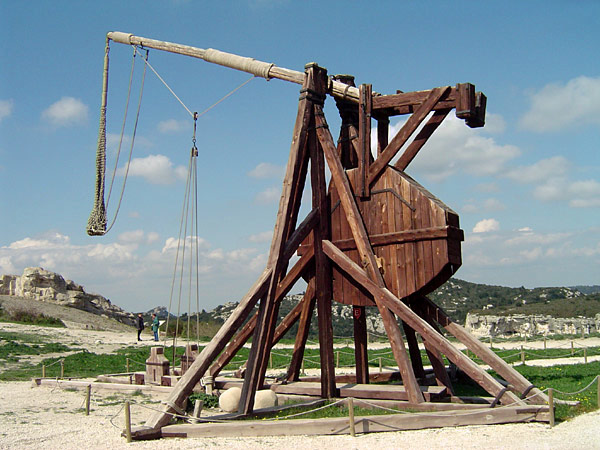
Blida i Château des Baux i Frankrike.

Blida, vallslunga, valslunga eller motviktsslunga, i modern tid även trebuchet (av franska: trébuchet, uttal: /trébysjé/), är ett belägringsvapen av typen kastmaskin som arbetar efter en motvikt. Det användes framför allt under medeltiden för att kasta projektiler mot borgar och stadsmurar.

## Etymologi

### Blida
Blida härrör fornsvenska: blidha som kommer av medellågtyska: blide som i sin tur härrör medeltidslatin: blida i samma betydelse. Roten antas härröra klassisk grekiska: βολίδα (bolídă), ackusativ singular av βολίς (bolís) som betyder kastspjut eller kastblock med mera, av βάλλω (bắllō), ”kasta”. Den delar etymologi med ballist och även med armborst (latin: arcuballista – 'båg-kastmaskin').

### Valsløngva
På fornnordiska, eller särskilt fornvästnordiska, kallas vapnet valsløngva, en sammansättning av valr (”val”) och sløngva (”slunga”). Förledet är ett gammalt germanskt ord för dråp och dylikt och användes på vikingatiden för att beskriva stupade på slagfältet eller dito slagfält i sig. Det kan tänkas att val- här avser slagfält, alltså ungefär ”fältslunga”.
Namnet finns i äldre nysvenska som litterärt lån från fornisländskan, nysvenska: wallslunga, sedermera vallslunga och valslunga. Varianten på vall- är delvis en anknytning till betydelsen vall (anläggning), alltså skyddsvall eller befästning.

### Trébuchet
Trébuchet är det franska historiska namnet för vapnet, vilket egentligen betyder ”myntvåg”, en avledning till verbet fornfranska: trebuchier, ”tynga ned vågskålen”.

## Blidans funktion

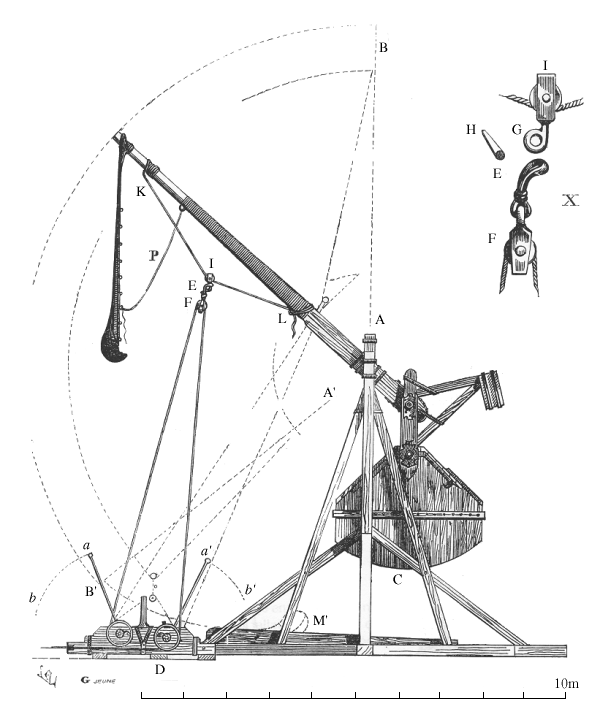
Skiss av en blida från sidan.

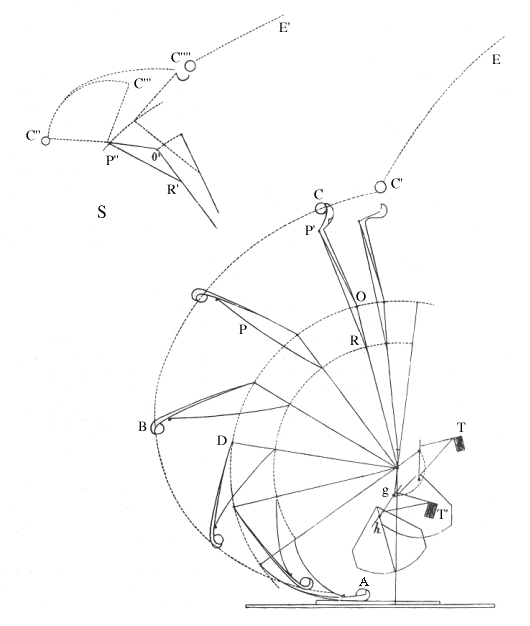
Skiss av en blidas kaströrelse.

En blida får sin kraft från en motvikt av sten eller metall som genom att hissas upp ges lägesenergi som överförs till en kastarm som i sin tur slungar iväg en projektil. Blidan består av en kastarm som fungerar med hävstångsprincipen. Kastarmen är monterad på en horisontell axel som är fixerad i en hög träställning. I den långa änden av kastarmen sitter en slunga, oftast av rep, som har ena änden fastsatt i kastarmen och den andra änden i en ögla som kan fästas i en krok vid blidans bas. Utlösningsmekanismen är oftast en hake eller liknande mekanism kopplad till en kedja. Med hjälp av vinschar hissas motvikten upp och låses i det höjda läget.
När blidan avfyras släpper utlösningsmekanismen motvikten från sin upphöjda position så att den faller, och drar den andra änden av kastarmen uppåt. Kastarmen drar då med stor kraft med sig repslungan ur en lång skåra vid kastmaskinens bas. När slungan når sin högsta punkt i bågen, släpper den projektilen som då flyger fritt. Kastarmen svänger ett antal gånger i sin bana innan motvikten åter kan hissas upp, maskinen laddas och avfyras igen.
Blidans kraft kan ökas genom att man låter motvikten falla så rakt som möjligt. Detta görs lättast genom att motvikten består av en hängande behållare ledad i kastarmens kortände. Behållaren kan då fyllas med sand eller sten.

## Historik
Det utmärkande för blidan är att den motvikt som projektilen får sin rörelseenergi från är upphängd i ett gångjärn så att den kan hänga nedåt under hela kaströrelsen. Genom detta kan man använda till exempel vanliga stenar som motvikt. Blidan var en utveckling av ett likartat kinesiskt vapen, där kraften istället för att komma från en motvikt kom från män som drog i ett rep som fäste i kastarmens ena ände. 
Blidans anses har uppfunnits i Kina någon gång mellan 500-talet och 300-talet f.Kr. och nådde Europa någon gång på 500-talet e.Kr. Blidor användes i Italien för första gången på 1100-talet och dök för första gången upp i England 1216 vid belägringen av Dover.
Den sista kända användningen av en blida sägs vara när Hernán Cortés belägrade den aztekiska huvudstaden Tenochtitlan 1521. Källorna för detta påstående är dock vaga, om den maskin som byggdes verkligen var en blida eller bara en form av katapult.

### Medeltida användning
Blidan var ett formidabelt medeltida vapen med en räckvidd på närmare 180 meter. De arméer som hade råd att underhålla en blida i fält kunde drastiskt reducera den tid det tog att utföra en framgångsrik belägring av en stad eller en borg. Många borgar byggdes för att kunna motstå bombardemang från blidor genom användandet av vallgravar och ibland även konstgjorda sjöar. Blidans räckvidd var dock inte mycket längre än en långbåges, och användandet av en blida i närheten av skickliga bågskyttar kunde vara mycket farligt. Trots användandet av stora blidor kunde belägringar ta många år att genomföra framgångsrikt.
Projektilen som användes var vanligtvis stora, rundade stenar, avsedda att slå sönder murar. Annan ammunition användes också, som projektiler täckta med tjära, som antändes innan avfyrning. Även en form av biologisk krigföring användes, genom att blidan laddades med döda kroppar, av djur eller människor som dött av sjukdomar, och i vissa fall med laddningar av infekterad avföring. Även psykologisk krigföring var något som praktiserades, genom att krigsfångars huvuden, eller andra kroppsdelar, sköts över murarna, för att  de belägrade skulle demoraliseras.
Som mest kunde en blida väga åtskilliga ton, och den transporterades därför nedmonterad dit den skulle användas och sattes ihop av hantverkare på plats. Projektilerna var ofta kring 75 kg tunga, men vissa jätteslungor kunde kasta iväg projektiler på 500–1000 kg.

### Modern användning

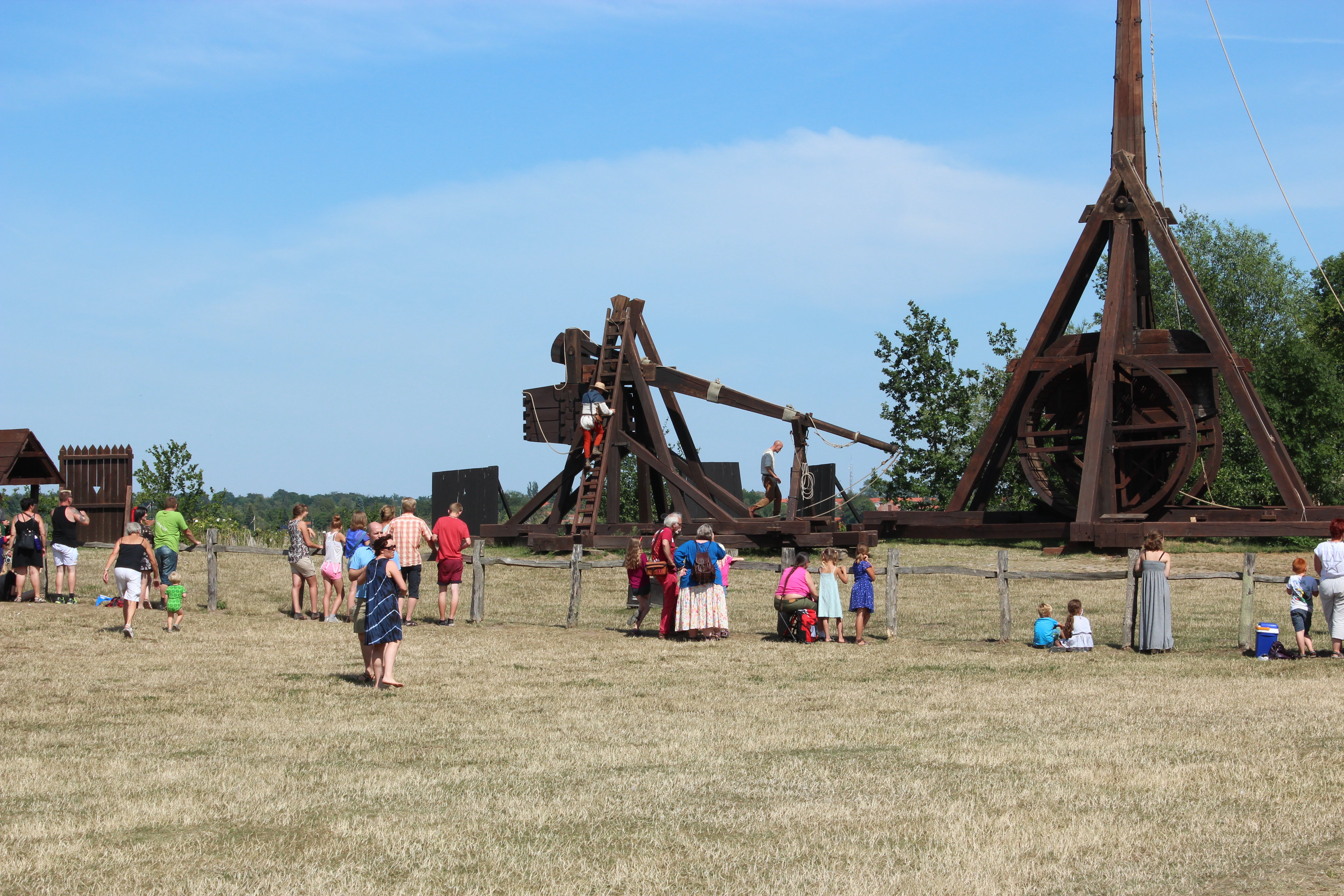
Blidor på Medeltidscentret, Danmark.

Idag är byggandet och användandet av blidor en hobby bland många entusiaster, av såväl historiska som rena underhållningsskäl. Punkin Chunkin, en pumpakastartävling i USA har exempelvis en speciell avdelning för kast med blidor. Även förbättringar av blidans konstruktion med moderna metoder har gjorts, och en hel del experiment med fullskaliga jättemaskiner har gjorts av historiker för att försöka fastställa blidans effektivitet.